# Валье, Хосе Сесилио
Хосе Сесилио Диас дель Валье (исп. José Cecilio del Valle; 22 ноября 1777, Чолутека, Генерал-капитанство Гватемала — 2 марта 1834, близ Чикимула) — центральноамериканский, гондурасский и гватемальский политик, государственный деятель, президент Соединённых провинций Центральной Америки (5 февраля 1824 — 29 апреля 1825), философ, юрист и журналист. Считается одним из отцов-основателей Соединённых провинций Центральной Америки.

## Биография
Изучал философию, гражданское и каноническое право в Королевском и Папском университете Сан-Карлос. Занимался и писал труды по математике, философии, географии, истории, ботанике, минералогии и праву, за что получил прозвище Эль Сабио (Мудрый). Был дружен с Иеремией Бентамом, с которым вёл переписку. Перед смертью Бентам послал Валье прядь своих волос. 
Видный деятель Войны за независимость Мексики. Одним из авторов Акта о независимости Центральной Америки.
В 1821 году был избран мэром города Гватемала. В 1822 году Центральная Америка стала частью недолговечной Первой Мексиканской империи под властью Агустина де Итурбиде.
Валье был избран «представителем Гватемалы» в Конгрессе Мексики. В августе 1822 г. был заключен в тюрьму вместе с другими представителями по обвинению в заговоре против Мексиканской империи. После нескольких месяцев проведенных в заключении был освобожден и назначен министром иностранных дел мексиканского правительства. В том же году Центральная Америка получила независимость от Мексики. В январе 1824 года он вернулся в Гватемалу, где входил в состав второго триумвирата, управлявшего провинциями Центральной Америки.
В 1830 году президент Франсиско Морасан предложил ему пост посла во Франции или вице-президента. Он отказался от обоих должностей и вместо этого стал директором Экономического общества и директором факультета изящных искусств Университета Сан-Карлос. 
В 1834 году он победил действующего президента Морасана на всеобщих выборах, но так и не занял пост главы государства. Скончался до инаугурации. Его смерть была отмечена трёхдневным национальным трауром и звоном колоколов по всей республике, поскольку он был одним из немногих выдающихся деятелей, уважаемых как либералами, так и консерваторами.

## Память
- Правительство Гондураса учредило медаль за выдающиеся заслуги названную его именем.
- Имя Хосе Сесилио дель Валье носит университет в г.Тегусигальпа в Гондурасе.
- Его изображение помещено на банкноте в 100 гондурасских лемпир 1951 года.